# Рогель, Жан
Жан Ро́гель (словен. Žan Rogelj; родился 25 ноября 1999 года, Крань, Словения) — словенский футболист, полузащитник клуба «Шарлеруа».

## Клубная карьера
Рогель — воспитанник клуба «Триглав». 6 августа 2018 года в матче против «Горицы» он дебютировал во чемпионате Словении. 15 июля 2020 года в поединке против «Целе» Жан забил свой первый гол за «Триглав». Летом 2020 года Рогель перешёл в австрийский «Тироль». 16 февраля в матче против «Рида» он дебютировал в австрийской Бундеслиге. 14 марта 2021 года в поединке против «Вольфсберга» Жан забил свой первый гол за «Тироль».

## Международная карьера
4 июня 2021 года в товарищеском матче против сборной Гибралтара Рогель дебютировал за сборную Словении.
В 2021 году Рогель в составе молодёжной сборной Словении принял участие в молодёжном чемпионате Европы в Венгрии и Словении. На турнире он сыграл в матче против команды Чехии и Испании.